# Sorvegliato speciale (film 1941)
Sorvegliato speciale (Johnny Eager) è un film del 1941 diretto da Mervyn LeRoy.

## Trama
Il gangster Johnny Eager, rilasciato sulla parola, si fa passare per un onesto tassista mentre in realtà gestisce il racket del gioco d'azzardo. Nell'ufficio di Burns, il suo agente di custodia, conosce Liz, una ragazza di buona famiglia da cui si sente attratto. Lei, benché non sfugga al fascino dell'uomo, suggerisce a Burns di controllare più strettamente il supposto tassista. Johnny, che vive in una casa lussuosa, riceve una soffiata dall'ufficio di Burns che gli annuncia l'ispezione di controllo, permettendogli così di arrivare appena in tempo nel modesto appartamento che lui ha dichiarato essere la propria residenza. Il gangster è comunque intrigato da Liz, assai diversa dalla fidanzata Garnet.
Seguendo Lew Rankin, un amico d'infanzia che lui sospetta di tradimento, finisce nella bisca del boss Tony Luce, dove sorprendentemente rincontra Liz. Scopre così che è la figliastra di John Benson Farrell, il procuratore distrettuale che lo mette sull'avviso: la ragazza ama le emozioni forti ma Johnny non dovrà approfittarsi di lei.
Il giorno dopo il gangster manda Garnet in Florida, assicurandole che la raggiungerà appena possibile e l'amico Jeff Hartnett lo rimprovera per il modo cinico con cui tratta la sua ragazza. Johnny, dopo aver parlato nuovamente con Farrell che gli dice di essere pronto a tutto pur di proteggere Liz, inscena un falso omicidio "commesso" dalla ragazza, ignara di aver sparato a salve contro un assalitore poi fintosi morto. Terrorizzata per il delitto commesso, Liz corre a casa e Johnny ammette con Jeff di essere pentito per ciò che ha fatto. Più tardi i due amici si ritrovano a giocare a poker con Bill Halligan, un uomo politico. A un certo punto Johnny si ritira dal tavolo per una pausa ma scende invece dalla scala antincendio per uccidere Lew, il traditore, dopodiché torna tranquillamente alla sua partita. Farrell gli dice che Liz è in stato di shock e lui gli risponde che la ragazza ha ucciso un uomo ma che lui non ne farà parola se il procuratore lascerà perdere la pista che sta seguendo per arrivare a lui. Farrell, messo alle strette, accetta il patto.
Johnny comincia però a capire che nella vita si può percorrere anche un'altra strada; capisce di amare Liz e tenta di fare ammenda raccontandole come sono andate effettivamente le cose ma lei crede che lui cerchi semplicemente di consolarla. Per convincerla l'uomo decide di portarle Julio, il finto morto. Jeff, rendendosi conto del pericolo che potrebbe derivarne, cerca di bloccarlo. Dopo aver saputo che Julio si trova da Halligan, il gangster chiama Jimmy, un giovane innamorato di Liz, chiedendogli di portarla da lui. Lei però continua a non credergli e in un attacco di panico lo accusa di non amarla più e sviene. Jimmy e Jeff portano via la ragazza. Intanto arriva Halligan con i suoi che attaccano Johnny. Nella sparatoria che ne segue il gangster viene ferito a morte da un poliziotto e muore fra le braccia di Jeff, tornato indietro.

## Produzione
Il film fu prodotto dalla Metro-Goldwyn-Mayer e venne girato dal 2 settembre al 28 ottobre 1941.

## Distribuzione
Il copyright del film, richiesto dalla Loew's Inc., fu registrato il 9 dicembre 1941 con il numero LP11364.

## Riconoscimenti
- 1943 - Premio Oscar
  - Oscar al miglior attore non protagonista (Van Heflin)